# Diócesis de Moshi
La diócesis de Moshi (en latín: Dioecesis Moshien(sis), en inglés: Roman Catholic Diocese of Moshi y en suajili: Jimbo Katoliki la Moshi) es una circunscripción eclesiástica latina de la Iglesia católica en Tanzania, sufragánea de la arquidiócesis de Arusha. La diócesis tiene al obispo Ludovick Joseph Minde, O.S.S. como su ordinario desde el 2 de diciembre de 2019. 

## Territorio y organización
La diócesis tiene 5020 km² y extiende su jurisdicción sobre los fieles católicos de rito latino residentes en la región de Kilimanjaro en los distritos de Rombo, Hai, Moshi rural y Moshi urbano.
La sede de la diócesis se encuentra en la ciudad de Moshi, en donde se halla la Catedral de Cristo Rey. En Kibosho opera un seminario mayor filosófico, dedicado a Nuestra Señora de los Ángeles.
En 2019 en la diócesis existían 68 parroquias.

## Historia
El vicariato apostólico del Kilimanjaro fue erigido el 13 de septiembre de 1910 con el breve In hoc summo del papa Pío X, obteniendo el territorio del vicariato apostólico de Bagamoyo (hoy diócesis de Morogoro).
El 28 de enero de 1935 cedió una parte de su territorio para la erección de la prefectura apostólica de Dodoma (hoy arquidiócesis de Dodoma) mediante la bula Romani Pontificis del papa Pío XI.
El 14 de abril de 1943 cedió una parte de su territorio para la erección de la prefectura apostólica de Mbulu (hoy diócesis de Mbulu) mediante la bula Ad evangelizationis del papa Pío XII.
El 18 de abril de 1950 cedió otra parte de su territorio para la erección de la prefectura apostólica de Tanga (hoy diócesis de Tanga) mediante la bula Amplissima plerumque del papa Pío XII.
El 25 de marzo de 1953 el vicariato apostólico fue elevado a diócesis con el nombre actual, en virtud de la bula del papa Pío XII Quemadmodum ad Nos. Originalmente era sufragánea de la arquidiócesis de Dar es-Salam.
El 1 de marzo de 1963 cedió una porción de su territorio para la erección de la diócesis de Arusha (hoy arquidiócesis) mediante la bula Christi mandata del papa Juan XXIII.
El 10 de diciembre de 1963 cedió otra porción de su territorio para la erección de la prefectura apostólica de Same (luego elevada a diócesis de Same)  mediante la bula Adpetens Natalis Christi del papa Pablo VI.
El 16 de marzo de 1999 pasó a formar parte de la provincia eclesiástica de la arquidiócesis de Arusha.

## Estadísticas
De acuerdo al Anuario Pontificio 2020 la diócesis tenía a fines de 2019 un total de 689 170 fieles bautizados.
| Año                                                                             | Población            | Población | Población      | Sacerdotes | Sacerdotes    | Sacerdotes    | Bautizados por sacerdote | Diáconos permanentes | Religiosos | Religiosos | Parroquias |
| Año                                                                             | Bautizados católicos | Total     | % de católicos | Total      | Clero secular | Clero regular | Bautizados por sacerdote | Diáconos permanentes | Varones    | Mujeres    | Parroquias |
| ------------------------------------------------------------------------------- | -------------------- | --------- | -------------- | ---------- | ------------- | ------------- | ------------------------ | -------------------- | ---------- | ---------- | ---------- |
| 1949                                                                            | 76 023               | 700 000   | 10.9           | 60         | 13            | 47            | 1267                     |                      | 13         | 76         |            |
| 1970                                                                            | 290 330              | 500 801   | 58.0           | 109        | 41            | 68            | 2663                     |                      | 91         | 401        | 25         |
| 1980                                                                            | 432 777              | 803 676   | 53.8           | 113        | 94            | 19            | 3829                     |                      | 37         | 695        | 34         |
| 1990                                                                            | 592 386              | 878 775   | 67.4           | 134        | 111           | 23            | 4420                     |                      | 67         | 900        | 40         |
| 1999                                                                            | 753 028              | 1 306 200 | 57.7           | 234        | 204           | 30            | 3218                     |                      | 86         | 1042       | 43         |
| 2000                                                                            | 754 215              | 1 300 467 | 58.0           | 163        | 131           | 32            | 4627                     |                      | 83         | 1053       | 45         |
| 2001                                                                            | 786 560              | 1 235 530 | 63.7           | 156        | 129           | 27            | 5042                     |                      | 93         | 1085       | 48         |
| 2002                                                                            | 802 482              | 1 323 617 | 60.6           | 172        | 128           | 44            | 4665                     |                      | 121        | 994        | 50         |
| 2003                                                                            | 593 831              | 1 053 048 | 56.4           | 173        | 132           | 41            | 3432                     |                      | 137        | 1103       | 50         |
| 2004                                                                            | 575 249              | 881 376   | 65.3           | 179        | 135           | 44            | 3213                     |                      | 139        | 1117       | 52         |
| 2013                                                                            | 785 000              | 1 092 000 | 71.9           | 239        | 156           | 83            | 3284                     |                      | 146        | 1328       | 54         |
| 2016                                                                            | 629 539              | 961 997   | 65.4           | 212        | 164           | 48            | 2969                     |                      | 157        | 1078       | 51         |
| 2019                                                                            | 689 170              | 1 051 840 | 65.5           | 249        | 184           | 65            | 2767                     |                      | 196        | 1234       | 68         |
| Fuente: Catholic-Hierarchy, que a su vez toma los datos del Anuario Pontificio. |                      |           |                |            |               |               |                          |                      |            |            |            |

## Episcopologio
- Marie-Joseph-Aloys Munsch, C.S.Sp. † (13 de septiembre de 1910-16 de enero de 1922 renunció)
- Enrico Gogarty, C.S.Sp. † (28 de noviembre de 1923-8 de diciembre de 1931 falleció)
- Joseph James Byrne, C.S.Sp. † (29 de noviembre de 1932-15 de mayo de 1959 renunció[9])
- Joseph Kilasara, C.S.Sp. † (12 de enero de 1960-3 de noviembre de 1966 renunció[10])
- Joseph Sipendi † (11 de enero de 1968-29 de abril de 1985 falleció)
- Amedeus Msarikie † (21 de marzo de 1986-21 de noviembre de 2007 retirado)
- Isaac Amani Massawe (21 de noviembre de 2007-27 de diciembre de 2017 nombrado arzobispo de Arusha)
- Ludovick Joseph Minde, O.S.S., desde el 2 de diciembre de 2019